# Clyde van Putten
Clyde Ivan van Putten (Oranjestad, 28 september 1962) is een Nederlands politicus op Sint Eustatius. Hij richtte eind 1986 de Statia Reformation Party (SRP) op en sloot zich in 1994 aan bij de Sint Eustatius Alliance (SEA). Van 1998 tot 2002 was hij statenlid in de Antilliaanse Staten. In 2001 richtte hij de Progressive Labour Party (PLP) op en was tot medio 2020 leider van deze partij. Hiervoor was hij van 2011 tot 2015 Eilandgedeputeerde en van 2015 tot 2018 coalitieleider en lid van de Eilandsraad. Begin 2018 zette Nederland het bestuur en de eilandsraad opzij wegens vermeend wanbeleid. Sinds 2009 is hij een voorvechter van een autonome status voor Sint Eustatius.

## Biografie
Na een opleiding aan de Gwendolyn Van Putten School op Sint Eustatius, ging hij begin jaren tachtig met een studiebeurs naar de Verenigde Staten. In 1985 studeerde hij hier af in public relations aan het College of William & Mary in Williamsburg, Virginia. Na zijn studie was hij op het eiland werkzaam voor de Economische Voorlichtingsdienst. In Jamaica volgde hij in 1986 nog een cursus radioproductie op uitnodiging van de UNESCO. Vanaf 1987 werkte hij als public relations officer voor het eiland.
Hij was al op relatief jonge leeftijd betrokken bij de politiek en in 1983 actief voor de verkiezingscampagne van de Democratische Partij (DP). In 1984 was hij voor Sint Eustatius verantwoordelijk voor de organisatie van het bezoek van prinses Margriet en Pieter van Vollenhoven aan de Antillen. In 1986 verliet hij de DP om zijn eigen partij op te richten, de Statia Reformation Party (SRP). In 1994 werd hij aanvoerder van de Sint Eustatius Alliance (SEA) en vanaf 1995 zat hij voor deze partij in de Eilandsraad. Van 1998 tot 2002 was hij statenlid voor Sint Eustatius in de Antilliaanse Staten.
In 2001 richtte hij de Progressive Labor Party (PLP) op en in 2002 brak Ingrid Whitfield met hun coalitie in SEA. In 2003 won de PLP drie zetels, waarvan hij onderweg twee kwijtraakte. Volgens politieke tegenstanders zou hij niet kunnen samenwerken en zich als een dictator hebben gedragen. De zetel die zijn partij in 2011 wist te behalen, raakte verloren omdat partijgenoot Millicent Lijfrock zelfstandig doorging. Zelf was hij sinds 2011 Eilandgedeputeerde. Sinds 2015 is de PLP met twee zetels vertegenwoordigd in de raad, en heeft Van Putten er zelf ook zitting in.
In februari 2018 werd Van Putten uit zijn functie als raadslid gezet en kwam het eilandsbestuur in handen van een regeringscommissaris. Vanwege de bestuurlijke chaos gingen ook in 2019 de eilandsraadsverkiezingen niet door. In de aanloop naar de verkiezingen op 21 oktober 2020 trad Van Putten op 19 juli 2020 af als PLP-partijleider. Naast de overwinning van de partij met drie zetels, eindigde Van Putten, die lijstduwer was, met het hoogste aantal persoonlijke stemmen. Hiermee was hij opnieuw gekozen tot eilandsraadslid.

## Standpunt over de status van Sint-Eustatius
Tot de staatkundige hervormingen in 2010 was Van Putten voorstander van lidmaatschap van Sint Eustatius van de Nederlandse Antillen. In 2001 zei hij over een vertrek uit de Antillen eens: "We want no part of that circus." Door de opheffing van de Nederlandse Antillen, restte voor Sint Eustatius echter niets anders dan de status van bijzondere gemeente.
Sinds die tijd strijdt hij voor een autonome status. Nog voor de nieuwe status van kracht werd, botste hij in 2009 al met Henk Kamp, die op dat moment rijkscommissaris van de BES-eilanden was. Van Putten beschuldigde Kamp toen van "koloniale praktijken". Tijdens een referendum in 2014 op Sint Eustatius koos 65 procent voor autonomie, maar werd met 45% het benodigde opkomstpercentage van 60% niet behaald waardoor het ongeldig was. Ook sindsdien gaat zijn strijd voor autonomie door, onder meer door de zaak bij de Verenigde Naties en het Internationaal Gerechtshof aan te kaarten.